# Pijnacker-Nootdorp
Pijnacker-Nootdorp és un municipi de la província d'Holanda del Sud, al sud dels Països Baixos. L'1 de gener del 2009 tenia 46.951 habitants repartits sobre una superfície de 38,60 km² (dels quals 1,05 km² corresponen a aigua).

## Centres de població
Delfgauw, Nootdorp, Oude Leede, Pijnacker i Ypenburg.

## Ajuntament (2006)
- CDA 7regidors
- VVD 6 regidors
- PvdA 4 regidors
- Leefbaar Pijnacker-Nootdorp 4 regidors
- GroenLinks 3 regidors
- ChristenUnie/SGP 1 regidor
- Eerlijk Alternatief (Van de Gevel - Van Tilburg) 2 regidors